# محمد هاسماوی حسن
محمد هاسماوی حسن (انگلیسی: Mohd Hasmawi Hassan؛ زادهٔ ۴ اوت ۱۹۸۰) بازیکن فوتبال اهل مالزی بود.
از باشگاه‌هایی که در آن بازی کرده است می‌توان به باشگاه فوتبال کداح، باشگاه فوتبال نگری سمبیلان، و باشگاه فوتبال پنانگ اشاره کرد.
وی همچنین در تیم ملی فوتبال مالزی بازی کرده است.